# Řecká ženská házenkářská reprezentace
Řecká házenkářská reprezentace žen reprezentuje Řecko na mezinárodních házenkářských akcích, jako je mistrovství světa nebo mistrovství Evropy.

## Mistrovství světa
| Rok/pořádající země        | Účast                                 |
| -------------------------- | ------------------------------------- |
| MS 1957 Jugoslávie         | Ne                                    |
| MS 1962 Rumunsko           | Ne                                    |
| MS 1965 Německo            | Ne                                    |
| MS 1968 SSSR               | Zrušeno kvůli sovětské invazi do ČSSR |
| MS 1971 Nizozemsko         | Ne                                    |
| MS 1973 Jugoslávie         | Ne                                    |
| MS 1975 SSSR               | Ne                                    |
| MS 1978 ČSSR               | Ne                                    |
| MS 1982 Maďarsko           | Ne                                    |
| MS 1986 Nizozemsko         | Ne                                    |
| MS 1990 Korea              | Ne                                    |
| MS 1993 Norsko             | Ne                                    |
| MS 1995 Rakousko, Maďarsko | Ne                                    |
| MS 1997 Německo            | Ne                                    |
| MS 1999 Norsko, Dánsko     | Ne                                    |
| MS 2001 Itálie             | Ne                                    |
| MS 2003 Chorvatsko         | Ne                                    |
| MS 2005 Rusko              | Ne                                    |
| MS 2007 Francie            | Ne                                    |
| MS 2009 Čína               | Ne                                    |
| MS 2011 Brazílie           | Ne                                    |
| MS 2013 Srbsko             | Ne                                    |
| MS 2015 Dánsko             | Ne                                    |
| MS 2017 Německo            | Ne                                    |
| MS 2019 Japonsko           | Ne                                    |
| MS 2021 Španělsko          | Ne                                    |
| Celkem                     | Účast – 0× · – 0× · – 0× · – 0×       |

## Mistrovství Evropy
| Rok/pořádající země                              | Účast                           |
| ------------------------------------------------ | ------------------------------- |
| ME 1994 Německo                                  | Ne                              |
| ME 1996 Dánsko                                   | Ne                              |
| ME 1998 Nizozemsko                               | Ne                              |
| ME 2000 Rumunsko                                 | Ne                              |
| ME 2002 Dánsko                                   | Ne                              |
| ME 2004 Maďarsko                                 | Ne                              |
| ME 2006 Švédsko                                  | Ne                              |
| ME 2008 Makedonie                                | Ne                              |
| ME 2010 Dánsko, Norsko                           | Ne                              |
| ME 2012 Srbsko                                   | Ne                              |
| ME 2014 Chorvatsko, Maďarsko                     | Ne                              |
| ME 2016 Švédsko                                  | Ne                              |
| ME 2018 Francie                                  | Ne                              |
| ME 2020 Dánsko                                   | Ne                              |
| ME 2022 Černá Hora, Severní Makedonie, Slovinsko |                                 |
| Celkem                                           | Účast – 0× · – 0× · – 0× · – 0× |

## Olympijské hry
| Rok/pořádající země     | Účast                           |
| ----------------------- | ------------------------------- |
| LOH 1976 Montreal       | Ne                              |
| LOH 1980 Moskva         | Ne                              |
| LOH 1984 Los Angeles    | Ne                              |
| LOH 1988 Soul           | Ne                              |
| LOH 1992 Barcelona      | Ne                              |
| LOH 1996 Atlanta        | Ne                              |
| LOH 2000 Sydney         | Ne                              |
| LOH 2004 Athény         | 10. místo                       |
| LOH 2008 Peking         | Ne                              |
| LOH 2012 Londýn         | Ne                              |
| LOH 2016 Rio de Janeiro | Ne                              |
| LOH 2020 Tokio          | Ne                              |
| Celkem                  | Účast – 1× · – 0× · – 0× · – 0× |